# 金口イオアン
金口イオアン（きんこうイオアン、ギリシア語: Ἰωάννης ὁ Χρυσόστομος (Ioannes Chrysostomos), 345年または349年または354年 - 407年9月14日）は、東ローマ帝国の首都コンスタンティノポリスのキリスト教会の主教。398年から404年まで主教を務めた。生地はシリアのアンティオキアである。いわゆるギリシア教父を代表する一人で、名説教で知られたことから死後100年以上経った6世紀以後に「黄金の口」を意味するクリュソストモスと呼ばれるようになった。
日本語表記は多様で、金口イオアンは日本ハリストス正教会の表記である。他にヨアンネス・クリュソストモス、ヨハネス・クリュソストモス、ヨハネス・クリソストモス、ヨハネ・クリゾストモ、金口の聖ヨハネ、金口ヨハネ、ヨハネ・クリソストム、ジョン・クリソストム(John Chrysostom)あるいは単にクリュソストモス、金口聖若望（中国語）などと表記される。
祝日は東方教会では11月13日、カトリック教会では9月13日である。正教会、東方諸教会、カトリック教会、聖公会、ルーテル教会で、聖人として崇敬される。東方教会において最も頻繁に用いられる典礼文は金口イオアンの名が冠されている「聖金口イオアン聖体礼儀」である。正教会においては三成聖者の一人である。カトリック教会においては教会博士の一人である。

## 生涯
金口イオアンは、ローマ帝国の将軍の子として生まれ、未亡人となった母によってキリスト教徒として育てられる。381年に聖職者となり次第に名声を獲得していった。
398年、修道士として、神品として、アンティオキアで声望の高かった金口イオアンは、ネクタリオスの後を継いでコンスタンティノープル大主教（当時はまだ総主教制は無かった）に推挙されて着座した。
しかしながらイオアンがその地位に着く事に反対し、着座後もその地位を嫉むアレクサンドリア大主教セオフィロスや、イオアンから職務怠慢によって叱責を受けたり免職された神品達はイオアンを憎んでいた。
金持ちの婦人の奢侈を戒めるイオアンの説教について、皇后を指しているのだと讒言した人々があった。このことで怒った東ローマ皇帝アルカディウスの皇后アエリア・エウドクシアは、大主教セオフィロスおよびイオアンに反感を抱く主教達と結託し、皇帝にイオアンを告発した。

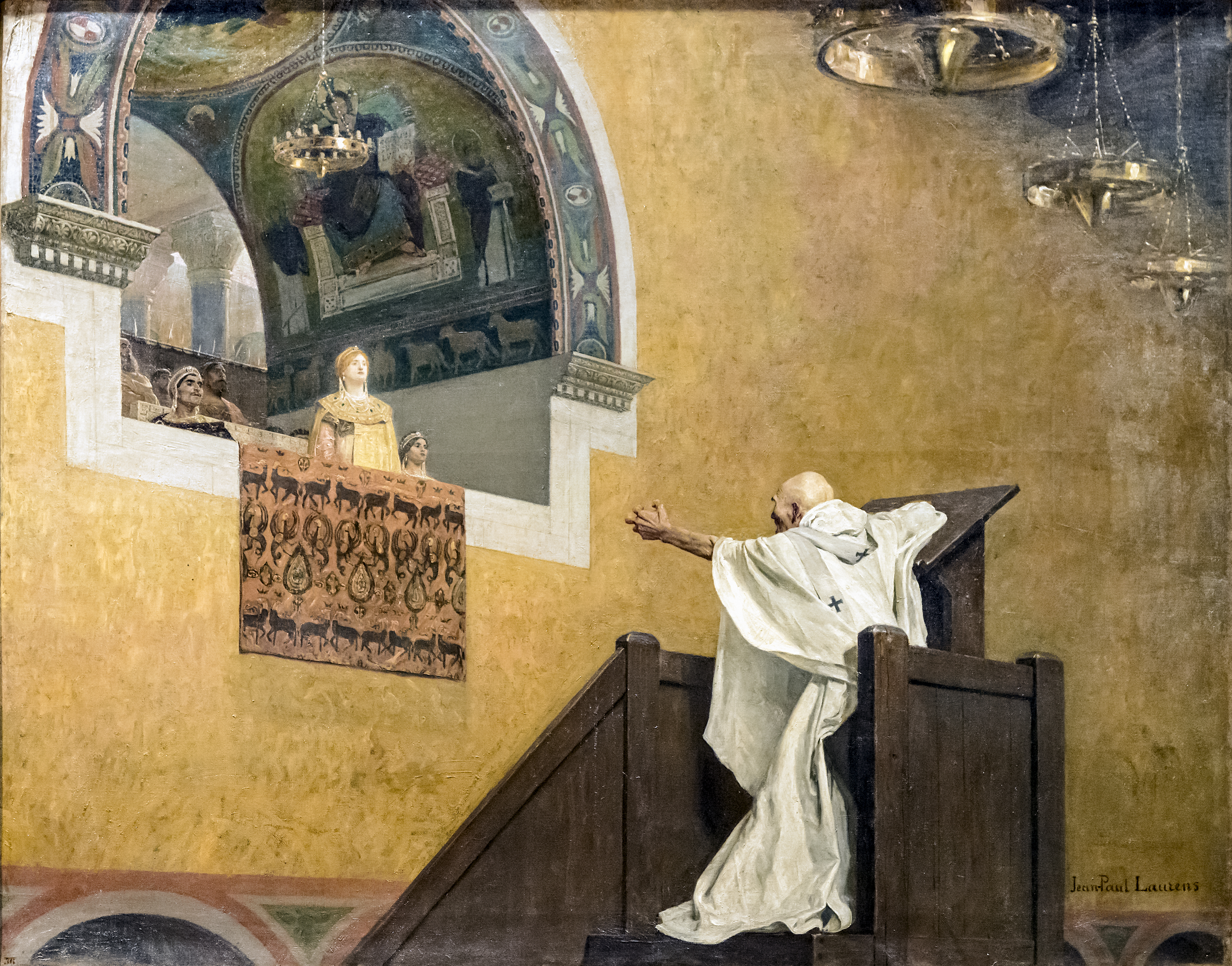
皇后アエリア・エウドクシアと対峙する金口イオアン（1893年にジャン＝ポール・ローランスによって描かれた歴史画）。

その後、イオアンを守ろうとする民衆と、皇帝側の役人の間で小競り合いが何度も繰り返され、その度にイオアンに対しては捕縛と釈放が繰り返されたが、結局ニケーアへの流刑となった。ニケーアに到着後、カッパドキアのククスス（en:Göksun）に流刑先が変更された。流刑先にはイオアンを慕う多くの人々が訪れ、イオアンを物心両面から支援した。
最終的に黒海沿岸にイオアンの移送が決まったが、炎天下や雨の日も歩かせ続けるという残酷な処遇がイオアンの体力を奪い、イオアンは道中のコマナ・ポンティキ（Comana Pontica）で永眠した。永眠前には領聖し、「全て光栄は神に帰す」と唱えて永眠したと伝えられる。
30年後、イオアンの不朽体はコンスタンティノープルに移された。コンスタンティノープルの海峡は、不朽体を迎えるための民衆の舟で満ち満ちたという。
イオアンの説教は、簡潔でありながら自在に『聖書』を引用し、あるいは聖書の挿話や信者の生活を身近なものに喩え、対句や反復などを用いて、わかりやすく信仰の要点を示した。彼の著作としてモーセ五書、聖詠、ヨハネによる福音書、パウロ書簡についての注釈などが残っている。

## 正教会における金口イオアン

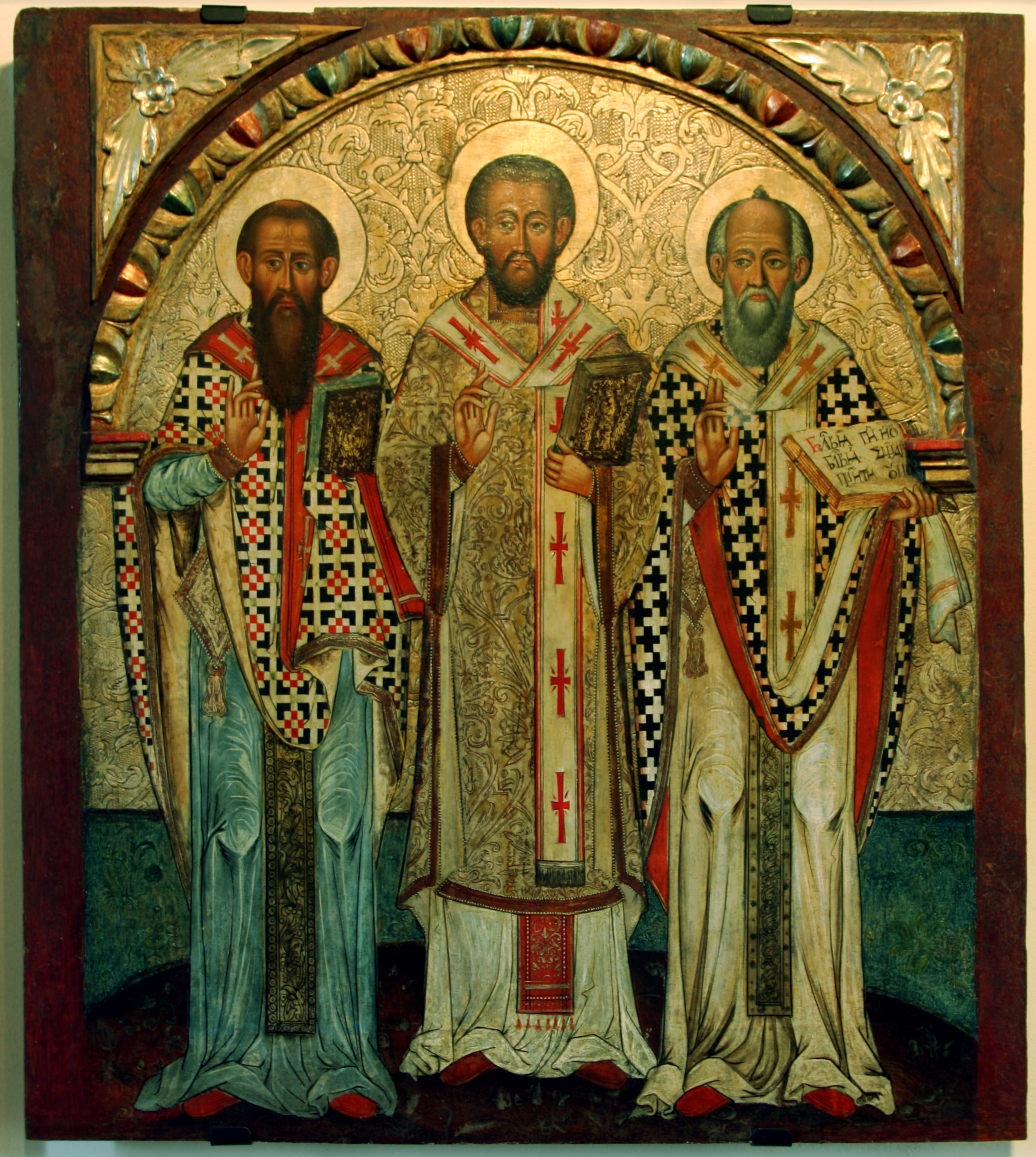
三成聖者大司祭首（さんせいせいしゃだいしさいしゅ）のイコン。

正教会では特に崇敬される。固有の祭りに加え、不朽体移動日、他の聖人との合同の祭りなどがある。また正教会に理論的にもっとも大きい影響を残した神学者のひとりであって、その注釈書や説教は現在でもたびたび引用される。たとえば彼の復活祭説教のひとつは復活大祭の奉神礼の一部に取りいれられ、必ず朗読される。
中世半ばから、大バシレイオス、ナジアンゾスのグレゴリオスとともに三成聖者（さんせいせいしゃ、ギリシア語: Οι Τρείς Ιεράρχες, ロシア語: Три Святителя, 英語: Three Holy Hierarchs）として合同の祭りをもつようになった。正教会ではこれを「三成聖者大司祭首 聖大ワシリイ（バシレイオス）、神学者グレゴリイ（グレゴリオス）、金口イオアンの祭日」として記憶しており、記憶日は2月12日（グレゴリオス暦換算の日付）である。但し日本正教会では聖体礼儀等の公祈祷で祝われる事は稀である。なお東京復活大聖堂（ニコライ堂）の東面（至聖所）の二枚のステンドグラスはこの三大聖師父のうち、大バシレイオスと金口イオアンのイコンである（南側ステンドグラスが大バシレイオス、北側ステンドグラスが金口イオアン）。
大バシレイオスの制定したとされる聖体礼儀の奉神礼文を簡略化して整備したことでも知られる。ビザンチン奉神礼で通常用いられる「金口イオアンの聖体礼儀」は彼に帰せられるが、現在使われる形は彼より後の付加によって発展したものであると考えられている。

## 西方への影響
金口イオアンは西方教会にも影響を及ぼした。カイサリアのバシレイオス、シリアのエフレム、エウアグリオス・ポンティコスらの著作とともに金口イオアンの講話・書簡・論考が古今を問わず西方の修道院で個人的に読まれ、また食卓などで公に読まれた。
教会の教えに対する金口イオアンの影響は1997年の『カトリック教会のカテキズム』にもみられる。例えば祈りの目的や「主の祈り」の意味に関する彼の説教がカテキズム2825番に引用されている:
「〔イエス・キリストが〕謙虚であるべきことをどうお教えになるかが分かりますか。わたしたちの徳は自分の努力だけではなく、神の恵みによるものでもあると示しておられるではありませんか。同時にキリストは、祈るわたしたち一人ひとりに、世界全体のことに思いを馳せるようにと命じておられます。また、わたしのうちに、あるいはあなたたちのうちに『みこころが行われますように』といわれたのではなく、全地に行われますようにといわれたのです。それは、地上の誤りが取り除かれて真理が全地を支配し、あらゆる悪が破壊されて再び徳が栄え、地上でも天上と同じようにいつまでも大切にされるためなのです」聖ヨハネ・クリゾストモ『マタイ福音書講話』(In Matthaeum homilia 19, 5: PG 57, 280)。
19世紀イングランドの神学者ジョン・ヘンリー・ニューマンは金口イオアンを「快活で明るい、穏やかな精神、高い感受性を持った心」と評した。

### クリソストムの祈り
カトリックおよび伝統的なプロテスタント教会（聖公会、ルーテル教会など）では、いくつかの「聖クリソストムの祈り」（Prayers of (St. John) Chrysostom）がある。例えば、聖公会では次のような「クリソストムの祈り」（A Prayer of (St. John) Chrysostom）を使っている。   
| いまこの共同の祈りに心を合わせて祈る恵みを与えてくださった主よ、 あなたはみ名によって心を一つにする我々二人または三人に、 み心にかなう願いを遂げさせてくださると約束されました。 どうか私らの願いをかなえて良しとされ、今の世では主の真理を悟り、 後の世では永遠の命の恵みにあずかることができるようにお願いします。 アーメン。 | Almighty God, who hast given us grace at this time with one accord to make our common supplication unto thee, and hast promised through thy well-beloved Son that when two or three are gathered together in his Name thou wilt be in the midst of them: Fulfill now, O Lord, the desires and petitions of thy servants as may be best for us; granting us in this world knowledge of thy truth, and in the world to come life everlasting. Amen |

## ユダヤ人について
金口イオアンは、ユダヤ人は盗賊、野獣、「自分の腹のためだけに生きている」と罵倒した。さらに金口イオアンは「もしユダヤ教の祭式が神聖で尊いものであるならば、われわれの救いの道が間違っているに違いない。だが、われわれの救いの道が正しいとすれば、ーもちろんわれわれは正しいのではあるがー、彼らの救いの道が間違っているのである」とし、ユダヤ教徒による不信心は狂気であり、「…もし彼らが神なる父を知らず、神の御子を十字架に懸け、聖霊の助けを撥ねつけたのなら、シナゴーグは悪魔の住まい」ではないかと述べた。これ以来、ビザンティン帝国で反ユダヤ主義の伝統が形成され、1000年後のモスクワ公国でのユダヤ人恐怖をもたらした。また、ゴールドハーゲンは、金口イオアンのような古い事例は近代へもつながり、キリスト教徒にとってのユダヤ教徒は有害で害虫であり、キリスト教徒であることそれ自体がユダヤ人への敵意を生み出し、ユダヤ人を悪の権化、悪魔とみなしていったとする。金口イオアンの『ユダヤ人に対する説教』は、20世紀にナチ党がユダヤ政策を正当化するために頻繁に引かれた。

## おもな著作
- 『洗礼志願者のためのカテケシス』家入敏光/訳
- 『キリスト教の聖職者について』、『聖イグナティオスと聖バビラスに関する説教』、『謙虚な心についての説教』、『悪魔の力に関する三つの説教』、『マタイ伝26章19節の説教』、『屋根を突き抜けるような失望感に襲われた麻痺患者への説教』、『兄弟たちの誤りを公表することに対する説教』、『エウトロピウスに関する二つの説教』、『害悪に関する論文』、『アンティオキアの人々への彫像に関する説教』、『マタイ福音書の講解説教』、『使徒行伝の注解』、『ローマ人への手紙注解』、『コリント人への手紙第一の注解』、『コリント人への手紙第二の注解』、『ガラテヤ人への手紙注解』、『エペソ人への手紙注解』、『ピリピ人への手紙注解』、『コロサイ人への手紙注解』、『テサロニケ人への第一の手紙注解』、『テサロニケ人への第二の手紙注解』、『テモテへの第一の手紙注解』、『テモテへの第二の手紙注解』、『テトスへの手紙注解』、『ピレモンへの手紙注解』、『ヨハネ福音書注解』、『ヘブル人への手紙注解』[37]。